# Guben
Guben (polsky a dolnolužickosrbsky Gubin, česky Hubno)[zdroj?] je město na východě Německa, přímo u řeky Nisy, která zde tvoří hranici s Polskem. Žije zde přibližně 16 tisíc obyvatel.
Až do roku 1945 patřila ke Gubenu i jeho pravobřežní část, která dnes tvoří polské město Gubin, ale na konci druhé světové války byl Guben hranicí rozdělen na dvě města, podobně jako Zhořelec a Frankfurt nad Odrou. Guben v současnosti patří do spolkové země Braniborsko, historicky byl součástí Dolní Lužice.

## Osobnosti města
- Johann Gottfried Galle (1812 - 1910), astronom
- Ska Keller (*1981), poslankyně europarlamentu a kandidátka na leadera eurokandidátky Zelených v roce 2014

## Partnerská města
- Cittadella, Itálie
- Gubin, Polsko
- Laatzen, Německo